# Enrique Granados

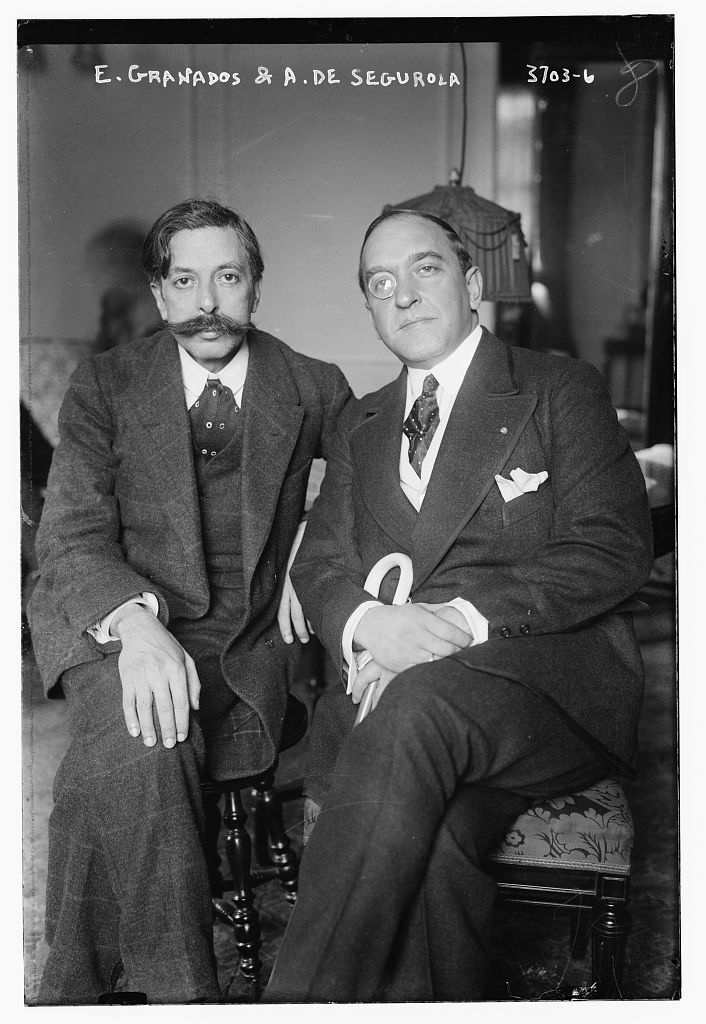
Enrique Granados și Andrés de Segurola (fotografie făcută în 1915)

Enrique Granados (n. 27 iulie 1867, Lleida, Catalonia, Spania – d. 24 martie 1916, Regatul Unit) a fost un compozitor spaniol.

## Date biografice
Talentatul compozitor spaniol Enrique Granados a fost continuatorul operei spaniole a lui Isaac Albéniz. Granados este cel care a inființat Academia de Muzică din Barcelona. A dus o intensă viață componistică și interpretativă. A compus mult pentru pian, folosind tehnica descriptivă și elemente iberice pregnante.

## Compozitor
Fascinat de picturile lui Francisco de Goya, Granados a compus în 1911 suita pentru pian „Goyescas” (o serie de 6 tablouri muzicale, grupate câte trei) (mai târziu, în 1916, orchestrate pentru opera "Goyescas" prezentată în premieră la New York). Ritmurile de jota și fandango alternează cu melodii de atmosferă nostalgică și cu ritmuri care amintesc de chitară.
A scris în total muzică pentru 4 opere: „Maria del Carmen”, „Picarol”, „Liliana” și „Goyescas”.
A murit în condiții tragice (împreună cu soția sa și cu toți pasagerii) la 24.03.1916, în urma scufundării vasului francez de pasageri „Sussex” (torpilat din greșeală de un submarin german, în timpul primului război mondial), la traversarea Canalului Mânecii între Folkestone (Anglia) la Dieppe (Franța). Corpul său nu a mai fost găsit.
Punctele culminante ale lucrărilor sale rămân (probabil) „Rondella Aragonesa” (din „Dansul Spaniol nr.6”) și „Intermezzo” din opera „Goyescas”.

## Creații
- 12 „Danzas españolas” (1890) pentru pian (in 4 volume); cuprind: Vol. 1: Galante, Orientale, Fandango; Vol. 2: Villanesca; Andaluza; Rondella aragonesa; Vol. 3: Valenciana; Sardana; Romántica; Vol. 4: Melancólica; Arabesca; Bolero
- María del Carmen” (1898), operă
- Allegro de concierto” (1903)
- Escenas románticas” (1903) pentru pian, cuprinde: Mazurca; Berceuse; Allegretto; Mazurka; Allegro appassionato; Epílogo
- "Dante" (1908), poem simfonic
- "Tonadillas” (1910) pentru voce si pian. Cuprinde: Amor y odio; Callejeo; El majo discreto; El majo tímido; El mirar de la maja; El tra-la-la y el punteado; La maja de Goya; La Maja Dolorosa I, II y III; Ay majo de mi vida !, Oh muerte cruel !, De aquel majo amante; La currutacas modestas; Sí al retiro me llevas; El majo olvidado
- "Goyescas” (1911), suită pentru pian. Cuprinde: Los requiebros; Coloquio en la reja, dúo de amor; Quejas, o La maja y el ruiseñor; El amor y la muerte, balada; Epílogo, serenata del espectro
- "Bocetos” (1912); cuprinde: Despertar del cazador; El hada y el niño; Vals muy lento; La campana de la tarde
- "Colección de canciones amatorias” (1915), pentru voce si pian. Cuprinde: Descúbrase el secreto; Mañanica era; Mira que soy niña; Gracia mía; Iban al Pinar; No lloráis ojuelos
- "Goyescas”, operă, 1916 (premieră la New York) (de remarcat: „Intermezzo”-ul instrumental)
- 6 „Estudios expresivos”
- 6 „Piezas sobre cantos populares españoles”; cuprinde: Añoranza; Ecos de la parranda; Vascongada; Marcha oriental; Zambra; Zapateado
- "Madrigal” pentru violoncel și pian.